# Lijst van personages uit Grand Theft Auto III
Dit is een lijst van Personages (Engels: 'characters') uit het computerspel Grand Theft Auto III. De personages komen voor tijdens de missies van het spel dat zich in 2001 afspeelt in de fictieve stad Liberty City. De personages worden in een bepaalde missie geïntroduceerd en verder in de verhaallijn vaak weer omgebracht.

## Hoofdpersonages

### Claude
Claude is de hoofdpersoon (de speler zelf) van Grand Theft Auto III. Claude kan niet praten omdat hij tijdens de bankoverval met Catalina en Miguel, waarmee het spel begint gewond is geraakt omdat Catalina hem neerschoot. Na de overval wordt Claude gearresteerd door de politie maar weet tijdens het transport naar de gevangenis samen met 8-Ball te ontsnappen door een bomaanslag op het konvooi waar hij in wordt vervoerd. Tijdens het spel toont Claude geen emoties en zegt dus ook niets. Dat het speelpersonage de naam Claude draagt wordt in het spel niet duidelijk, Claude wordt vaak aangesproken met koosnaampjes als Fido (de benaming van Maria) en Kid. Dit is gedaan zodat de speler het personage zelf invulling kan geven. Ook zegt Maria over de telefoon op de radiozender Chatterbox FM dat Claude niet veel praat: "Claude don't talk too much."

### Catalina
Geïntroduceerd in: De introductiefilm; de bankoverval, en de missie"Grand Theft Aero"

Omgebracht in: "The Exchange"

Ingesproken door: Cynthia Farrell
Catalina is een bankovervalster en voor dat de verhaallijn van GTA III begint nog een vriendin van Claude. In de introfilm is te zien dat ze na de bankoverval Claude verraadt, neerschiet en vervolgens vlucht. Daarna sluit Catalina zich samen met Miguel aan bij de Colombian Cartel om de drugs onder de naam SPANK door Liberty City te verspreiden. Catalina is een opvallend agressieve vrouw die een hekel heeft aan soft gedrag, ook heeft ze een voorliefde voor bdsm. Catalina houdt zich lange tijd schuil bij de Colombian Cartel op de bouwwerf in Fort Staunton. Wanneer Claude hen ontdekt schiet ze Miguel dood en vlucht weg. Later in het verhaal ontvoert ze Maria en vermoord ze Asuka om Claude onder druk te zetten. Aan het eind van de verhaallijn als Catalina Maria wil vrijlaten voor losgeld dat Claude moet leveren zal ze na een lang vuurgevecht op de Cochrane Dam gedood worden door Claude.

### Miguel
Geïntroduceerd in: De introductiefilm; de bankoverval

Omgebracht in: "Ransom"

Ingesproken door: Al Espinosa
Miguel is een groepslid van de Colombian Cartel en assisteert Catalina bij de verspreiding van SPANK. Tijdens een missie waarin Claude een pakketje moet ophalen voor Donald Love van het vliegveld geeft hij zich over en wordt vervolgens neergeschoten door Catalina. Miguel komt in handen van Asuka die woedend is op hem omdat ze denk dat hij verantwoordelijk is voor de moord op haar broer. Ze bindt hem vast in het gebouw op de bouwwerf van Fort Staunton en martelt hem. Miguel wordt uiteindelijk omgebracht door de Colombian Cartel als ze de schuilplaats binnen dringen om Asuka te doden en Maria te ontvoeren.

### 8-Ball
Geïntroduceerd in: De introductiefilm; de bankoverval

Ingesproken door: Guru
8-Ball is een vuurwapen en explosieven specialist en verhandelaar. Hij bezit de naar hem genoemde autobomshop "8-Ball's Bomb Shop" waarvan er drie in Liberty City zijn gevestigd. De naam is afkomstig van het gelijknamige 8-ball bij poolen wat ook het logo van zijn bomshop is. 8-Ball zit samen met Claude in de transportwagen en zij ontsnappen ook samen. Hij biedt Claude een schuilplaats aan en stelt hem voor aan Luigi Goterelli om Claude klusjes te laten doen. In het spel is te zien dat 8-Ball gewond is aan zijn handen en deze in het verband zitten, dit zou het gevolg zijn van heet vet dat hij per ongeluk over zijn handen goot tijdens een arrestatie van een van de agenten. De oorspronkelijk naam van 8-Ball zou Mullan zijn, maar deze is komen te vervallen. Ook is 8-Ball in elk GTA-spel dat zich in Liberty City afspeelt terug te zien.

### Luigi Goterelli
Geïntroduceerd in: "Give Me Liberty"

Ingesproken door: Joe Pantoliano
Luigi Goterelli is samen met Mickey Hamfists manager van de nachtclub "Sex Club 7" dat zich in het Red Light District op Portland bevindt. Luigi Goterelli heeft connecties met de Leone Family, en na wat klusjes voor hem gedaan te hebben komt Claude ook via hem bij Salvatore Leone terecht.

### Joey Leone
Geïntroduceerd in: "Drive Misty For Me"

Ingesproken door: Michael Rapaport
Joey Leone is de zoon van Salvatore Leone en maakt deel uit van de Leone Family. Hij is eigenaar van "Joey's Garage" dat zich in Trenton op Portland bevindt. Tijdens de missies brengt hij zijn tijd door met het sleutelen aan een BF Injection en wordt vergezeld door Misty. Deze buggy is na de missies op Portland te hebben voltooid terug te vinden op Portland Beach. In de missies van Joey Leone laat hij Claude een aantal personen ombrengen van rivaliserende gangs en enkele dingen stelen. Hij wordt ook verantwoordelijk gehouden voor het ombrengen van enkele kopstukken uit de rivaliserende Forelli family. Tevens speelt Joey Leone een kleine rol in Grand Theft Auto: San Andreas, hij komt zelf niet in het spel voor maar zijn naam wordt genoemd. Carl Johnson zegt dat hij wat extra geld verdiende door het stelen van auto's voor Joeys Garage tijdens zijn vijfjarige verblijf in Liberty City.

### Toni Cipriani
Geïntroduceerd in: "Cipriani's Chauffeur", maar ook voortijdig te horen op de radiozender Chatterbox FM.

Ingesproken door: Michael Madsen (GTA III)
Antonio Cipriani, vaak Toni genoemd, is een lid van de Leone Family die werkt als Caporegime voor Salvatore Leone. De eerste missies die Claude krijgt van Toni bestaan uit afpersingsgeld bij een door Traids bewaakte wasserette te stelen en een aantal distributie vrachtwagens te vernietigen. Na de aanval van de Triads op een van de kopstukken van de Leone Family die op weg is om Salvatore te ontmoeten, verklaren de twee gangs elkaar de oorlog. Claude moet van Toni de Triad Fish Factory binnen dringen en opblazen.
Toni woont bij zijn moeder, Momma Cipriani, in het familie-restaurant genaamd Momma's Restaurante (of zoals als op het uithangbord staat, Cipriani's Ristorante) dat in Saint Mark's staat. De constant zeurende moeder van Toni is niet tevreden over hem en zegt steeds dat hij niet zoals zijn vader is. Op de lokale radiozender Chatterbox FM is te horen dat Toni het gezeur van zijn moeder zat is en lucht zijn hart op de radio. De naam en het karakter van Toni vertonen veel overeenkomsten met dat Tony Soprano, die gespeeld wordt door James Gandolfini, uit de televisieserie The Sopranos, waarin de moeder ook constant commentaar levert op haar zoon.

### Salvatore Leone
Geïntroduceerd in: "Salvatore Called A Meeting"

Omgebracht in: "Sayonara Salvatore"

Ingesproken door: Frank Vincent
Salvatore Leone is het hoofd van de Leone Family. Hij wordt vaak The Don genoemd of kortweg Sal en is, volgens de officiële GTA III website, afkomstig uit Palermo, Sicilië. Salvatore is voorafgaand aan een bloedige machtsstrijd midden jaren 80 hoofd geworden in de Leone Family.
Claude wordt voorgesteld aan Salvatore na een vergadering van Joey Leone, Toni Cipriani en Luigi Goterelli (hij was de chauffeur van de limousine waarin hij de drie naar Salvatores villa in Saint Marks bracht). In de eerste missies van Salvatore krijg Claude de opdracht Curly Bob in de gaten te houden, hij zou informatie over de Leone Family aan de Colombian Cartel lekken. Daarna wordt hij schuldig verklaard en krijgt Claude de opdracht om hem te vermoorden. Later moet Claude de aangemeerde olietanker, waar de Comobian Cartel hun drug-fabriek hebben gevestigd, opblazen.
Salvatore is neergezet als een nogal paranoïde persoon die iedereen om hem heen verdacht vindt. Nadat hij te horen heeft gekregen dat Maria, de vrouw van Salvatore, vreemd zou gaan met Claude (wat niet het geval is), doet hij samen met Luigi een poging om Claude in de val te laten lopen. Maria komt het plan te weten en ligt Claude in zodat de hinderlaag voorkomen wordt. Later in het verhaal krijgt Claude de opdracht van Asuka om Salvatore te vermoorden om te bewijzen dat hij zijn banden met de Leone Family verbroken heeft. Claude doet dit en vermoordt Salvatore als die de "Sex Club 7" uit komt lopen. Wie daarna het leiderschap van de Leone Family op zich neemt is onbekend.
Verder heeft Salvatore een broer gehad waarvan de naam onbekend is, hij openbaart dit in de introfilm van GTA: San Andreas "The Introduction". Hij is vermoord door de Sindacco Family voor dat de gebeurtenissen van GTA: San Andreas zich afspelen.

### Maria
Geïntroduceerd in: "Chaperone"

Ingesproken door: Debi Mazar (GTA III en GTA: San Andreas)
Maria Latore (soms ook Maria La Torra genoemd) is de vriendin/vrouw van Salvatore Leone. Claude ontmoet Maria nadat Salvatore hem opdracht heeft gegeven om die avond op haar te letten en haar rond te rijden. Maria ziet Claude eerst als een van de zoveelste onderdanige werknemers van haar man en noemt hem dan ook Fido. Later wordt ze stapelverliefd op Claude (wat hem overigens koud laat) en beweert tegenover Salvatore dat ze is verloofd met Claude (wat niet het geval is, maar haar beleving is). Salvatore besluit Claude uit de weg te ruimen maar Maria voorkomt dit door Claude op tijd in te lichten. Daarna trekt Maria in bij Asuka Kasen en martelen ze Miguel om informatie over de Colombian Cartel te verkrijgen. Maar wanneer deze gang de schuilplaats van Asuka ontdekt en binnenvalt wordt Maria ontvoerd door het Colombian Cartel. In de laatste missie slaagt Claude er in om Maria te bevrijden op de Cochrane Dam en is de verhaallijn afgelopen. Wanneer Claude en Maria in de eindscène samen over de Cochrane Dam lopen is te zien dat Maria hysterisch loopt te praten tegen Claude en zeurt over haar geruïneerde haar. Vervolgens wordt het beeld zwart en is er een geweerschot te horen waarna het stil is. Dit wekt de suggestie dat Claude haar het zwijgen heeft opgelegd en haar heeft neergeschoten (wat niet duidelijk is).
Maria is ook op de radiozender Chatterbox FM te horen, ze belt naar de studio om haar gevoel over Claude te beschrijven. Ze vraagt zich onder meer af of Claude wel geïnteresseerd in haar is omdat hij niet veel zegt en altijd met 'werk' bezig is en rondhangt met de mannen, en de twijfels over hun relatie.

### Asuka Kasen
Geïntroduceerd in: "Last Requests"

Omgebracht in: "Ransom"

Ingesproken door: Lianna Pai
Asuka Kasen is medeleidster van de Yakuza in Liberty City. Ze is gebeld door Maria om Claude en haar in veiligheid te brengen als Salvatore Claude probeert om te brengen.
Asuka wijst Claude een onderduikadres aan op Staunton Island en stelt hem voor aan haar broer. Om te bewijzen dat Claude definitief de banden met de Leone Family heeft verbroken moet hij van Asuka Salvatore vermoorden. Daarna heeft ze nog wat 'klusjes' voor Claude en verplaatst ze zich naar de bouwwerf van Panlantic in Fort Staunton. Later is te zien hoe ze samen met Maria Miguel martelt om informatie over de Colombian Cartel te verkrijgen en Claude de opdracht geeft om de drugshandel van SPANK te vernietigen. Uiteindelijk wordt Asuka bij de inval van de Colombian Cartel door Catalina vermoord.
Op de officiële GTA III-website staat vermeld dat Asuka sinds 1991 in de Verenigde Staten woont, tien jaar voordat GTA III zich afspeelt. Ook is het opmerkelijk dat Asuka een leidster is van de Yazuka gang, omdat het niet gebruikelijk is dat vrouwen leidinggeven binnen de Yazuka.
Tevens wekt Asuka de suggestie dat ze biseksueel is, op een gegeven moment speelt ze een sadomasochistisch spel met Maria. Ook verklaart ze dat het martelen van Miguel haar een waar genoegen is, en als Claude klaar is met het doden en haar missies zegt ze: "I like that in a man". Daarnaast vertoont Asuka dit gedrag ook in GTA Advance.

### Kenji Kasen
Geïntroduceerd in: "Under Surveillance"

Omgebracht in: "Waka-Gashira Wipeout"

Ingesproken door: Les J.N. Mau
Kenji Kasen is een van de leiders van de Yakuza gang en de broer van Asuka Kasen. Kenji is erg op zijn eer gesteld en is eigenaar van "Kenji's Casino" op Staunton Island waar hij Claude ook ontvangt om hem opdrachten te geven. Hij wordt in opdracht van Donald Love vermoord tijdens een bijeenkomst op een parkeerplaats door Claude. Claude doet dit door met een auto van de Colombian Cartel over hem heen te rijden zodat de Yakuza denken dat een lid van de Colombian Cartel Kenji heeft vermoord. Dit veroorzaakt uiteindelijk een gangwar tussen de Colombian Cartel en de Yakuza.
De officiële GTA III-site legt een hint naar de vaardigheden van het leiding geven van Kenji, dit omdat hij grappig spreekt terwijl hij een heel serieus karakter heeft. Ook wordt vermeld dat Kenji in 1996 naar de Verenigde Staten is gekomen, vijf jaar na Asuka.

### Ray Machowski
Geïntroduceerd in: "Pay Day For Ray"

Ingesproken door: Robert Loggia
Ray Machowski is een corrupte politieagent die werkt als infiltrant voor de Yakuza gang. Hij wordt voorgesteld aan Claude door Asuka die hem een geldbedrag betaalt voor het werk dat Ray geleverd heeft voor de Yakuza.
Ray Machowski is zeer voorzichtig met het ontmoeten van onbekenden, bang dat zijn duistere praktijken aan licht zullen komen, hij komt daarom nogal paranoïde over. Ray verschuilt zich tijdens de missies in de openbare toiletten in het Bellevile Park, waar hij (na eerst telefonisch contact te hebben gehad) Claude ontvangt en hem de opdrachten geeft. Ray werkte (in GTA: Liberty City Stories) nog samen met Leon McAffrey, een eveneens corrupte agent uit Liberty City, maar in een van de missies krijgt Claude de opdracht hem te vermoorden. Dit is gedaan omdat Leon McAffrey gearresteerd werd door de CIA en voor de rechtbank moest verschijnen en dreigde tegen Ray te getuigen. Later stelt de CIA ook onderzoek in naar Ray, die de situatie te link vindt worden en vervolgens naar Miami vlucht. Tijdens de missies die Claude voor Ray Machowski doet stelt hij hem voor aan Donald Love, na het helpen verwarren van Loves foto's, op de "morgue party".

### Donald Love
Geïntroduceerd in: "Liberator", maar ook voortijdig te horen op radiozender Chatterbox FM.

Ingesproken door: Kyle MacLachlan (GTA III)
Donald Love is een mediamagnaat die eigenaar is van het naar hem genoemde bedrijf "Love Media", Amerika's snelst groeiende mediabedrijf van de afgelopen vijf jaar. Donald Love heeft zijn kantoor in het zuiden van Bedford Point op Staunton Island, waar hij Claude ook ontvangt en z'n opdrachten meegeeft. De missies van Love bestaan hoofdzakelijk uit mysterieuze pakketjes ophalen en bij hem afleveren. Na de hulp van Claude bij het opsporen van de pakketjes verdwijnt Love met slechts een geopende lege doos de tuin van zijn penthouse in.
Het Love Media concern bezit ongeveer 900 radiostations, 300 televisiezenders, 4 netwerken, 3 satellieten en 10 senatoren. Onder de radiostations is Love Media eigenaar van Head Radio, Flashback 95.6, Dubbele Clef FM en Chatterbox FM, waar de reclames van het concern veelvuldig op te zijn horen. Daarnaast is Love Media uitgever van de Liberty Tree, de lokale krant van Liberty City. Voordat Love in 2001 naar de stad Liberty City kwam verbleef hij op een privéjacht in de Caraïben, waar hij (volgens de verklaring die hij in GTA: Liberty City Stories geeft) vluchtte voor de Colombian Cartel.
Verondersteld wordt dat Donald Love begin 2001 begonnen is zaken te doen met Love Media, wat er op duidt dat het bedrijf binnen enkele maanden zeer snel gegroeid is (de verhaallijn van GTA III speelt zich eind 2001 af). Dit was het gevolg van het ontslag van Barry Harcross, die lange tijd de rivaal van Love was.
Er is weinig bekend over de achtergrond van Donald Love, hij wordt gezien als een vroege leerling van Avery Carrington, die in GTA: Vice City voorkomt als een opdrachtgever van Tommy Vercetti. Het duidelijkste teken dat er een verband met Carrington zou zijn is dat Love een uitspraak doet die Carrington ook deed:

Nothing drives down real estate prices like a good old-fashioned gang war, apart from the outbreak of a biblical plague, but that might be going too far in this case.

Donald Love maakt een derde verschijning in GTA: Liberty City Stories, waarbij er enkele lugubere trekjes van Love aan het licht komen zoals necrofilie, kannibalisme en het bezitten van een fascinatie voor menselijke lichaamsdelen, waarbij er een connectie wordt gelegd naar de eerdergenoemde "morgue party" in GTA III. Daarnaast komen er een aantal fouten in de verhaallijn van Donald Love naar voren, zo blijkt dat hij de media zoals de radiostations en de Liberty Tree in 1998 (waarin GTA: Liberty City Stories zich afspeelt) al bezat, wat in strijd is met bovenstaande informatie.
 Bijkomend: de laatste missie van Donald Love is niet meer dan een filmpje, waar ook geen doel van is. Normaal zou Donald Love vermoord worden in deze missie onder leiding van Darkel. Maar door dat Darkel in het spel verwijderd is, besloot men later ook deze missie te verwijderen.

## Bijpersonages

### Oriental Gentleman
Geïntroduceerd in: De introductiefilm; tijdens het ontsnappen uit de gevangenis transportbus.
De naamloze Oriental Gentleman, ook wel bekend als de Elderly Asian Man, is minder een bekend maar belangrijk persoon voor de verhaallijn van GTA III. Vlak voor dat het spel begint is hij gearresteerd bij aankomst met zijn privéjet in Liberty City op Francis International Airport. Wanneer blijkt dat hij geen paspoort of visa bezit wordt hem gevraagd waar hij vandaan komt waar hij geen antwoord geeft, op alle vragen die hem gesteld worden zegt de man 'Love and death' (Liefde en dood). Omdat hij ook geen geldige reden heeft Liberty City te betreden en niet terug wil gaan wordt de man naar de Liberty City Penitentiary gebracht om hem vervolgens terug naar het land van herkomst te sturen.
In de introscène wordt de man samen met Claude en 8-Ball vervoerd naar de gevangenis, tijdens deze rit blijkt dat hij conecties heeft met de Colombian Cartel omdat deze het konvooi tot stoppen brengen en de man helpen ontsnappen. Hierdoor krijgen Claude en 8-Ball ook de kans om de benen te nemen waardoor zij ook ontsnappen. Later in het spel blijkt dat de man ontvoerd is door de Cartel die losgeld eist van Donald Love tegen vrijlating van de man. Love geeft niet toe aan het aanbod en geeft Claude de opdracht de oosterse man te bevrijden, die hier vervolgens ook in slaagt. De Oriental Gentleman is ook te zien in de cutscene van de missie Escort Service, waar hij achter het stuur van een geldtransportwagen zit.

### Mickey Hamfists
Geïntroduceerd in: "Don't Spank Ma Bitch Up"

Ingesproken door: Chris Tardio
Mickey Hamfists is de bodyguard van Luigi Goterelli en mede-eigenaar van de nachtclub "Sex Club 7". Mickey controleert altijd de bezoekers van de club voor Luigi en bezorgt vaak een simpel geschreven briefje aan Claude waar de te vervullen opdracht in staat. Hij is ook een handlanger van de Leone Familli en woont ook al hun vergaderingen bij. De politieverslagen die op de officiële GTA III-site staan beschrijven Mickey als een "idioot". Mickey is vroeger ook veelvuldig betrokken geweest bij georganiseerde criminaliteit.

### Misty
Geïntroduceerd in: "Luigi's Girls"

Ingesproken door: Kim Gurney
Misty is een prostituee uit "Sex Club 7" en de 'vriendin' van Joey Leone die ze regelmatig bezoekt in "Joey's Garage". Tweemaal wordt Claude gevraagd door Luigi Goterelli of hij Misty van de ene naar de andere plek wil overbrengen met de boodschap: "keep your eyes on the road and off Misty". Ze woont in een appartement in Hepburn Heights.

### Mike Forelli
Geïntroduceerd/Omgebracht in: "Mike Lips Last Lunch"
Mike Forelli (bijnaam: Lips) is een hoogwaardig lid van de Forelli Family. Hij wordt gedood door Claude in opdracht van Joey Leone als les voor het niet terugbetalen van de schulden van de Forelli Family. Mike is uit eten in het restaurant "Marco's Bistro" in Saint Mark's (dat als slogan heeft "Eat 'til you explode", refererend aan het lot van Mike) als Claude zijn geparkeerde auto steelt en er een bom in plaatst. Vervolgens komt Mike het restaurant uit en stapt in zijn auto waar een explosie hem om het leven brengt, de dood van Mike veroorzaakt een gangwar tussen de Forelli Family en de Leone Family.

### Lee Chong
Geïntroduceerd/Omgebracht in: "Farewell 'Chunky' Lee Chong"
Lee Chong (bijnaam: Chunky) is een lid van de Liberty City Triads en eigenaar van een noodlekraam die zich in het hart van Chinatown bevindt. Joey komt erachter dat Lee Chong SPANK distribueert voor de Colombian Cartel en geeft Claude de opdracht hem te vermoorden. Claude doet dit en vermoordt hem als hij probeert te vluchten. Als gevolg van de moord op "Chunky" ontstaat er een gangwar tussen de Triads en de Leone Family.

### Marty Chonks
Geïntroduceerd in: "The Crook"

Omgebracht in: "Her Lover"

Ingesproken door: Chris Phillips
Marty Chonks is de eigenaar van de "Bitchin' Dog Food Factory", hij heeft grote problemen en dringend geld nodig en roept de hulp van Claude in. Hij moet verschillende mensen bij de fabriek afleveren (waaronder zijn eigen vrouw) waar ze vervolgens vermoord worden. Daarna moet Claude het bewijsmateriaal vernietigen, wat vaak de auto's van de personen zijn. Tijdens de laatste missie wordt de suggestie gewekt dat de lijken worden verwerkt in het hondenvoer dat de fabriek produceert. In de laatste missie wordt Marty zelf dood geschoten door Carlos, bij wie hij nog schulden had openstaan en daarom wilde ombrengen, maar niet volgens planning verliep.
De missies van Marty Chonks zijn geïnspireerd op de film The Cook, the Thief, His Wife & Her Lover.

### Carlos
Geïntroduceerd in: "Her Lover"
Carlos is de minnaar van Marty Cocks zijn vrouw. Hij is kwaad op Marty omdat hij zijn eigen vrouw (en Carlos' geheime minnaar) heeft vermoord en zint op wraak. Hij komt naar de Bitchin' Dog Food Factory waar Marty hem wilde vermoorden maar weet hem eerst te doden met een verborgen gehouden shotgun. De speler kan hem daarna vermoorden door bijvoorbeeld over hem heen te rijden.

### Tanner
Geïntroduceerd/Omgebracht in: "Two faced Tanner"
Tanner is een undercoveragent die infiltreert bij de Yakuza. Wanneer Asuka dit te weten komt geeft ze Claude de opdracht hem te vermoorden, wat hem ook lukt na een auto achtervolging. Tevens is Tanner een parodie op het speelpersonage van de eerste twee Driver games, die dezelfde 3D-gameplay gebruiken als GTA III.

### Momma Cipriani
Geïntroduceerd in: "Taking Out the Laundry"

Ingesproken door: Sondra James
Momma Cipriani (of Ma Cipriani in GTA: Liberty City Stories) is een onzichtbaar personage, mede-eigenaar van Cipriani's Ristorante en de moeder van Toni Cipriani. In het spel komt duidelijk naar voren dat ze niet tevreden is op haar zoon en constant zeurt en zelfs naar Chatterbox FM belt om dit te vermelden.

### Curly Bob
Geïntroduceerd/Omgebracht in: "Cutting the Grass"

Ingesproken door: Hunter Platin
Cruly Bob is de barkeeper van "Sex Club 7", die informatie over de Leone Family doorspeelt aan de Colombian Cartel in ruil voor SPANK. Op orders van Salvatore doodt Claude hem als hij getuige is van het lekken van de informatie aan de Cartel. Dit wordt gedaan in Portland Harbor als Claude ziet hoe Curly de informatie aan Catalina en Miguel doorgeeft en het SPANK ontvangt.

### Leon McAffrey
Geïntroduceerd in: "Silence the Sneak"

Omgebracht in: "Plaster Blaster"
Leon McAffry is een corrupte politieagent die probeert staatsgeheimen te veranderen naar niet bekendgemaakte misdaden in ruil voor een eervol ontslag. McAffry heeft gewapende bodyguards bij zich als hij bij zijn door Claude in brand gestoken appartement aankomt. Met zijn in vuur en vlam staande appartement vlucht hij weg met zijn auto, maar Claude staat McAffry op te wachten en schiet hem neer als hij vlucht. Hij verschijnt later weer in het spel als hij vervoerd wordt in een ambulance, dit keer probeert Claude hem weer te vermoorden, en met succes. Hij valt uit de ziekenwagen en na een paar keer overreden te zijn door Claude legt McAffrey het loodje.
McAffrey verschijnt met een grotere rol in GTA: Liberty City Stories als een assistent van Toni Cipriani.

### Phil Cassidy
Geïntroduceerd in: "Arms Shortage"

Ingesproken door: Hunter Platin
Phil Cassidy (bijnaam: The One-Armed Bandit) is een vriend van Ray Machowski, en beweert met Machowski aan zijn zijde te hebben mee gevochten in de oorlog in Nicaragua. Phil is eigenaar van de wapenhandel "Phil's Army Surplus" in Rockford op Staunton Island, dat gespecialiseerd is in de "Heavy Asault" wapens voor militaire bevoegdheden, en waar hij ook militaire voertuigen verstrekt. Phil verschijnt kort tijdens de missie dat Claude hem moet beschermen tegen een groep Colombian Cartel leden, die wapens proberen te stelen van Phil. Na het afweren van de Cartel leden biedt hij Claude de mogelijkheid zijn wapens te kopen en gebruiken.
Phil wordt in het spel afgebeeld met slechts één arm, hij mist zijn linkerarm om onduidelijke redenen, hoewel hij deze tijdens de oorlog in Nicaragua kwijt geraakt zou kunnen zijn. Aan het eind van de eerder genoemde missie grapt Phil dat hij zijn arm nog zou hebben als Claude met hem mee was geweest naar Nicaragua. De werkelijke oorzaak wordt pas bekend in GTA: Vice City, waar Phil een ongeluk krijg met een boomshine explosie, en zijn arm vervolgens eraf geblazen wordt. Dat wijst er op dat zijn verklaring over Nicaragua een communicatiefoutje was, of dat Phil dit onder invloed van alcohol of drugs gewoon beweerde.
Phils achternaam "Cassidy" wordt in het spel niet duidelijk, alleen op de bijbehorende kaart van de handleiding staat zijn naam vermeld, maar ook wordt zijn naam in latere GTA-spellen genoemd. Sinds zijn eerste verschijning in GTA III komt Phil herhaaldelijk terug met de verkoop van zware bewapening, met een uitgebreidere rol en achtergrond waaronder zijn familie.

### El Burro
Geïntroduceerd in: "Turismo" (na voltooiing van de missie: "Van Heist")

Ingesproken door: Chris Phillips
El Burro (Spaans voor: "De Ezel") is de leider van de Diablos, die de opdrachten aan Claude telefonisch doorgeeft via een telefooncel in Hepbrun Heigst op Portland. Verondersteld wordt dat El Burro in de pornografie business zit omdat hij pornobladen publiceert, wat uit zijn zijmissies af te leiden is. Verder handelt hij in exotische dieren en heeft ruzie met de Traids. El Burro is niet in levenden lijve te zien in het spel, terwijl er wel artwork van hem is gemaakt, die in het interface van het spel worden gebruikt.
El Burro komt ook voor als een van de karakters uit het spel Grand Theft Auto, en hij werd vermeld in het dialoog van GTA: Vice City.

### King Courtney
Geïntroduceerd in: "Bling-Bling Scramble" (na het openen van Staunton Island)

Ingesproken door: Walter Mudu
King Courtney is de leider van de Yardies, die Claude telefonische opdrachten doorgeeft via een telefooncel in Liberty Campus op Staunton Island. De zijmissies van King bestaan hoofdzakelijk uit rivaliserende bendes aanvallen, waarvan in een van de opdrachten Claude de rug toekeert aan de Diablos door het doden van een aantal leden. In de laatste 'klus' wordt Claude in de val gelokt, wanneer Catalina een stel gekken die onder invloed van SPANK zijn met bommen beladen bestelbusjes op Claude afstuurt om hem te doden. King is niet in levende lijfe te zien in het spel, maar hij verschijnt wel in Grand Theft Auto Advance.

### D-Ice
Geïntroduceerd in: "Uzi Money" (na het openen van Shoreside Vale)

Ingesproken door: Walter Mudu
D-Ice is de leider van de Red Jacks gang, die Claude zijn opdrachten telefonisch doorgeeft via een telefooncel in Wichita Gardens op Shoreside Vale. Verscheidene van zijn missies bestaan uit het aanvallen van de rivaiserende bende de Purple Nines, die van SPANK worden voorzien en het vervolgens in de straten verder verspreiden. Claude weet uiteindelijk het aantal leden van de Purple Nines slechts met een paar te verminderen in het definitieve gevecht met Claude en D-Ice z'n broer tegen laatste Purple Nines. D-Ice is niet in levenden lijve te zien in het spel.

## Verwijderde personages

### Darkel
Darkel is een personage dat verwijderd is tijdens de ontwikkeling van Grand Theft Auto III. Er is weinig bekend over dit personage, behalve dat hij een zwerver-achtige type was die de stadseconomie wilde verlagen. Waarschijnlijk gaf Darkel Rampage-missies, opdrachten die veel chaos veroorzaken. Zo impliceert een van de missies het stelen van een met bommen beladen roomijs wagen om voetgangers te lokken en deze vervolgens op te blazen (een aangepaste versie is gebruikt voor de eindmissie van El Burro om een groep bende leden te vermoorden).
Waarschijnlijk zou Darkel zijn missies vanuit de Harbour Tunnel in Portland geven, omdat een afbeelding van Darkel op de officiële GTA III-site hier is afgebeeld. Ook kan men in deze tunnel een stel mannen vinden. Als de speler hun dood, laten ze brandbommen vallen. Waarschijnlijk staan ze op startposities voor Darkel in zijn cutscenes.
Darkel was dus een soort terrorist en omdat de release van GTA III vlak na de aanslagen van 11 september was, is hij op het allerlaatste moment nog uit het spel verwijderd. Zo staan er bij de credits in de handleiding dat Darkel is ingesproken door Bill Fiore en staan de bestanden van Darkel nog in de gamefiles. Het is zelfs mogelijk om door middel van de cheat ILIKEDRESSINGUP Darkel als speelpersonage te krijgen. Opmerkelijk is dat Darkel in het spel veel dikker is dan dat hij op de GTA III-site is afgebeeld. Dit valt te verklaren doordat de afbeelding een vroege schets van Darkel is en naderhand is aangepast. Darkel zou ook in een missie Claude de opdracht gegeven hebben om Donald Love te vermoorden, maar omdat Darkel is verwijderd, is deze missie ook verwijderd.

### Curtly
Curtly is het tweede verwijderde personage waarvan het bestaan bekend is, in de credits staat vermeld dat de stem van Curtly is ingesproken door Curtis McClarin. In tegenstelling tot Darkel is er geen informatie over dit personage bekend, waarschijnlijk was hij verbonden met Darkel omdat Curtly naast Darkel staat vermeld in de handleiding.

### Novy
Novy is ook een verwijderde personage waarvan het bestaan bekend is. We weten van zijn bestaan omdat er in de bestanden van het spel Novy is terug te vinden. We weten zelfs hoe hij er ongeveer uitziet omdat er een .txd bestand is met een bijbehorend plaatje. We weten dat Novy een blauw shirt met een ster erop aanheeft. Hij heeft ook kort haar en een spijkerbroek.

### Butler
Butler is een butler die terug te vinden is in de GTA 3 bestanden. Als de speler de bestanden in het spel zet dan kan hij precies zien hoe Butler eruitziet. Zelf komt hij niet het spel voor. Waarschijnlijk zou hij ook geen grote rol hebben.